# Luciano Palonsky
Luciano Palonsky (Buenos Aires, 8 de julho de 1999) é um jogador de voleibol argentino que atua na posição de ponteiro.

## Carreira

### Clube
Palonsky iniciou sua carreira pelo Ciudad Voley, clube de sua cidade, com o qual conquistou o título da Copa da Argentina em 2017.
Após atuar pelo clube argentino por cinco anos, o ponteiro se mudou para a França para atuar pelo Tourcoing Lille Métropole na temporada 2020–21. Na temporada seguinte, se transferiu para a Itália para representar o Gioiella Prisma Taranto na primeira divisão italiana.
Ainda em 2021, após Palonsky rescindir seu contrato com o clube italiano, volta a competir o campeonato francês, só que desta vez vestindo a camisa do Tours Volley-Ball. Em sua temporada de estreia, foi vice-campeão da Ligue A, da Copa da França e da Taça CEV, todos na temporada 2021–22.
Na temporada seguinte, Palonsky conquistou os inéditos títulos da Ligue A e da Copa da França. Ao término da temporada, foi anunciado como o novo reforço do do ucraniano VС Barkom-Kazhany para disputar a primeira divisão do campeonato polonês.

### Seleção
Pelas categorias de base, Palonsky foi campeão do Campeonato Sul-Americano Sub-19 de 2016, onde foi eleito um dos melhores ponteiros da competição.
Em 2018 conquistou os título dos Jogos Sul-Americanos e da Copa Pan-Americana, além do vice-campeonato do Campeonato Sul-Americano Sub-21. No ano seguinte, foi vice-campeão na Copa Pan-Americana de 2019 e no Campeonato Sul-Americano; além do título nos Jogos Pan-Americanos de Lima, após vencer a seleção cubana por 3 sets a 0.
Em 2021 voltou a conquistar mais um vice-campeonato do Campeonato Sul-Americano e em 2022 disputa o primeiro Campeonato Mundial adulto de sua carreira, terminando a competição na oitava colocação.

## Títulos
Ciudad Vóley
- Copa Argentina: 2017

Tours Volley-Ball
- Campeonato Francês: 2022–23
- Copa da França: 2022–23

Seleção Argentina
- Campeonato Sul-Americano Sub-19: 2016

## Clubes
| Anos      | Clube                     |
| --------- | ------------------------- |
| 2016–2020 | Ciudad Voley              |
| 2020–2021 | Tourcoing Lille Métropole |
| 2021–2021 | Gioiella Prisma Taranto   |
| 2021–2023 | Tours Volley-Ball         |
| 2023–     | VС Barkom-Kazhany         |

## Prêmios individuais
- 2016: Campeonato Sul-Americano Sub-19 – Melhor ponteiro
- 2019: Campeonato Argentino – Atleta revelação